# Tévé-ovi
A Tévé-ovi a Magyar Televízió sorozata volt, melyet először 1972 tavaszán sugároztak vasárnap délelőttönként az 1. műsorban.
Az óvodások számára készült „Iskolaelőkészítő tanfolyam” alcímű fekete-fehér tévésorozat 10 epizódból állt. Szereplői színésznők által alakított két óvónő (Éva néni és Zsófi néni), bábfigurák (Pamacs és Füles kutya, Gyűszű család), a főcímben éneklő rajzolt virággyerekek, bohócok, „a kíváncsiság tündére”, óvodás gyerekek, valamint több színész és operaénekes voltak.
A sorozatot a Magyar Televízióban 1980-ig évente megismételték.

## Szereplők
- Éva óvónéni – Marsek Gabi
- Zsófi óvónéni – Pártos Erzsi
- Bató László (bábszínész)[6]
- Domonkos Béla (bábszínész)[7]
- Fóthy Edit (bábszínész)[8]
- Kasznár Kiss Márta (bábszínész)[9]
- Kemény Henrik (bábszínész)
- Kovács Gyula (bohóc)[10]
- Kozáry Eszter (bábszínész)[11]
- Külkey László (operaénekes)[12]
- Péntek József (bohóc)[13]
- Sándor Ágnes (bábszínész)[14]
- Telessy Györgyi (színész)
- Várhelyi Endre (operaénekes)

## Epizódlista
| Sorszám | Cím                          | Első sugárzás dátuma | Időtartam |
| ------- | ---------------------------- | -------------------- | --------- |
| 1.      | Cifra palota                 | 1972. 04. 16.        | 21:57     |
| 2.      | Kiskacsa fürdik              | 1972. 04. 23.        | 17:07     |
| 3.      | Süss fel, nap                | 1972. 04. 30.        | 21:05     |
| 4.      | Hogyha nékem kutyám volna    | 1972. 05. 07.        | 22:29     |
| 5.      | Bújj, bújj medve             | 1972. 05. 14.        | 20:40     |
| 6.      | Megmosdott a tulipán         | 1972. 05. 21.        | 24:08     |
| 7.      | Zöld saláta palántája        | 1972. 05. 28.        | 26:31     |
| 8.      | Fut, robog a kicsi kocsi     | 1972. 06. 04.        | 18:28     |
| 9.      | Így dolgoznak fürge dolgozók | 1972. 06. 11.        | 26:31     |
| 10.     | Hívogat az iskola            | 1972. 06. 18.        | 30:00     |

## Könyv
A sorozat alapján készült L. Vida Margit Tévé-ovi c. könyve, melyet 1974-ben adtak ki. A kiadvány grafikáit R. Szabó Ágnes készítette.